# Vought UO
Il Vought UO era un aereo militare biplano, monomotore realizzato, in versione idrovolante e terrestre,  dall'azienda statunitense Chance Vought nella prima metà degli anni venti.

## Storia del progetto
La Marina degli Stati Uniti fu la prima a sperimentare, nei primi anni venti, l'adozione di catapulte per il lancio di idrovolanti imbarcati a bordo delle maggiori unità della flotta, valutandone sia l'efficacia per migliorare la capacità di scoperta dell'avversario, che le implicazioni di carattere strutturale, orientandosi fin dall'inizio verso una formula con galleggiante centrale.
Dopo il successo della versione idrovolante del Vought VE-7, la Vought rispose ad una specifica della U.S. Navy per un idrovolante da caccia monoposto, identificato inizialmente come VF-1, che avrebbe dovuto utilizzare come apparato propulsivo l'Aeromarine-U-8-D, un motore raffreddato a liquido .
Nel 1921 la designazione fu cambiata in  UF-1 (U per Vought e F per Fighter) secondo la nuova classificazione adottata dal BuAer nello stesso anno. Alla fine del 1922, anche un altro progetto della stessa casa aeronautica, il Vought UO (O per Observer) fu scelto per sostituire il Vought VE e la ditta ricevette un ordine per diciotto UF-1 e sei UO-1. In una fase successiva, il BuAer preferì adottare la versione U-873 dell'Aeromarine, dotato di compressore di sovralimentazione e capace di sviluppare la potenza di 275 cavalli vapore britannici (205 kW).
La decisione dell'U.S. Navy di adottare motori raffreddati ad aria per tutti i progetti aeronautici di potenza inferiore a 300 cavalli vapore britannici (220 kW) ebbe come conseguenza l'abbandono del programma UF-1 e l'adozione per il modello UO-1 del radiale a nove cilindri Lawrance J-1 da 200 cavalli vapore britannici (150 kW) che divenne poi il Wright J-1 quando la Lawrance Aero Engine Corporation fu acquisita dalla Wright Aeronautical Corporation. Il minor peso del Wright J-1 compensava la maggior potenza fornita dal motore dell'Aeromarine. Nel 1922, il BuAer accettò formalmente il nuovo velivolo ed emise un ordine per centoquarantuno UO-1. 
Inizialmente designato come idrovolante, l'UO-1 fu presto classificato come "convertibile" potendosi trasformare da idrovolante in terrestre mediante la sostituzione dei galleggianti con un carrello biciclo fisso. La versione con galleggiante centrale sostituì rapidamente il Vought VE, come idrovolante imbarcato catapultabile a bordo degli incrociatori e delle navi da battaglia della U.S. Navy.
Gli esemplari "convertibili" aggiunsero il suffisso C alla designazione standard trovando impiego sia a bordo delle navi di linea che sulle portaerei e nelle Naval Air Station per l'addestramento e il collegamento. Alcuni UO-1 furono dotati di gancio d'arresto e operarono a bordo della USS Langley.
Nel 1924 dodici velivoli furono venduti a Cuba con la designazione QO-1, mentre i due esemplari venduti al Perù furono designati UO-1A. 

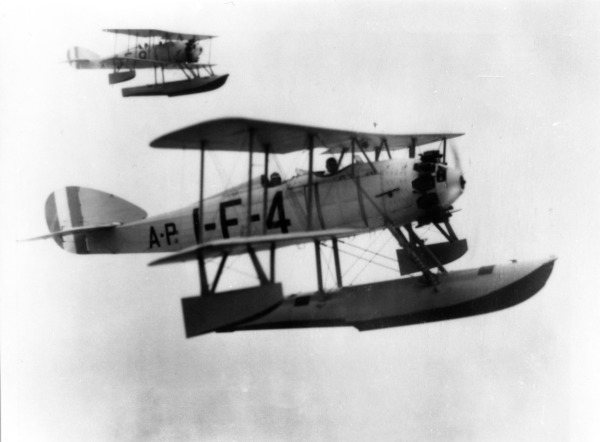
Vought UO-1A peruviani

Il 19º esemplare di UO-1 (serie A-6546), che era stato completato con l'originale Aeromarine U-873, fu riconvertito dalla Naval Aicraft Factory con la fusoliera del Vought VE per essere utilizzato come velivolo da corsa monoposto, con la designazione UO-2, per partecipare alla competizione Curtiss Marine Trophy del 1922. Furono utilizzati radiatori Lamblin al posto di quelli tipo Spad del VE. Il velivolo rimase però danneggiato senza poter partecipare alla gara.
Riconvertito in biposto con un motore da 180 cavalli vapore britannici (130 kW) Wright-Hispano E-4, fu utilizzato per compiti vari. I radiatori Lamblin furono spostati dalla loro posizione originale, sotto il carrello, nella nuova posizione dell'intradosso delle semiali inferiori..

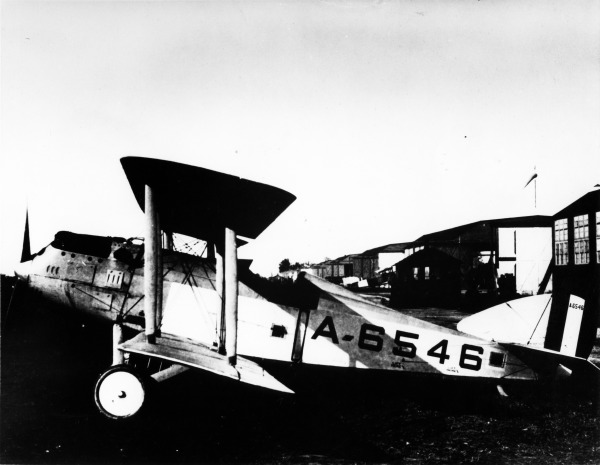
Il Vought UO-2 preparato per il Curtiss Marine Trophy

Nel 1926 due UO-1 modificati furono costruiti per l'U.S. Coast Guard e identificati come UO-4. Dotati del motore Wright J-5, delle semiali utilizzate dal Vought FU-1, di serbatoi di maggiore capacità e apparati di radiocomunicazione, ricevettero i serial number 4 e 5 (più tardi 404 e 405). Furono utilizzati per la lotta ai contrabbandieri di rum durante gli anni del proibizionismo, restando in servizio fino al 1935.
Nel corso degli anni 1927 e 1928, con l'entrata in servizio del Vought O2U Corsair, gli UO-1 e UO-1C che si rendevano disponibili furono modificati dalla Naval Air Factory e assunsero la designazione UO-5. La modifica consisteva nella sostituzione del motore Lawrance J-1 con il Wright J-5 e delle semiali con quelle del Vought UO-3/FU-1. Gli esemplari così modificati continuarono a svolgere il loro servizio come aerei da collegamento e d'addestramento, fino alla definitiva radiazione dall'arsenale della U.S. Navy che avvenne nel 1933.
UO-3 (FU-1 e FU-2)
Nella metà degli anni Venti, l'U.S. Navy avviò un programma per dotare le navi da battaglia di monoposto da caccia catapultabili. 
Pertanto il 30 giugno 1926, la Vought ricevette un ordine per la produzione di venti monoposto UO-3 con motore Wright Whirlwind J-5 da 220 cavalli vapore britannici (160 kW) e armati con due mitragliatrici da 7,62 mm sparanti attraverso il disco dell'elica.
Prima della consegna, che avvenne nel 1927, gli esemplari costruiti ricevettero dalla U.S. Navy la nuova designazione  FU-1 (F per Fighter, U per indicare la ditta Vought). Il motore degli FU-1 era sovralimentato grazie ad un compressore volumetrico tipo Roots capace di assicurare a 15 000 piedi (4 600 m) valori della pressione dell'aria in ingresso al carburatore, pari a quelli a livello del mare.  Gli FU-1 furono anche gli ultimi aerei costruiti in legno e tiranti, secondo la tecnica risalente alla prima guerra mondiale.
Ritirati dal servizio come caccia e riconvertiti in biposto FU-2, gli FU furono assegnati a servizi di collegamento e addestramento. Le loro prestazioni li rendevano ideali come velivolo di addestramento "avanzato" per familiarizzare i piloti con le prestazioni dei nuovi caccia navali che iniziavano ad essere consegnati all'U.S. Navy.

## Tecnica

### Cellula
Il Vought UO-1, di costruzione lignea, era sostanzialmente un miglioramento del precedente VE-7/9, avendo con esso molte parti in comune. Le ali e i piani orizzontali erano intercambiabili tra i due modelli. La fusoliera era resa più aerodinamica, applicando un rivestimento di forma all'originale struttura a sezione quadrangolare del VE. Nello spazio ricavato, in corrispondenza di ciascun lato dell'abitacolo, la Vought riuscì ad installare i serbatoi di carburante cheek tanks, primo esempio d'installazioni di questo tipo.
L'accesso all'abitacolo anteriore fu reso più agevole riprogettando la struttura centrale, con l'eliminazione dei tiranti tra i montanti. Altra modifica rispetto al VE fu l'adozione di nuovi piani di coda verticali. Tutte le modifiche costruttive del Vought UO furono applicate, per prove e valutazioni, su un esemplare di VE, esattamente un VE-9 serie A6478.
La versione monoposto FU, derivava direttamente dalla versione biposto differenziandosene per l'eliminazione dell'abitacolo anteriore, per la forma e dimensione del piano di coda verticale, per l'uso di semiali con estremità arrotondate e per l'adozione di un profilo alare Navy N-9 in sostituzione dell'originale RAF 15.

### Motore
Dopo la decisione del BuAer di utilizzare per i propri velivoli motori raffreddati ad aria, i Vought UO-1 vennero consegnati con il radiale a nove cilindri Lawrance J-1 da 200 cavalli vapore britannici (150 kW) che divenne poi il Wright J-1. La versione UO-3, poi identificata come FU-1 e i successivi UO-4, installavano il radiale a nove cilindri da 220 cavalli vapore britannici (160 kW) Wright J-5 Whirlwind, (R-790) destinato a diventare uno dei più famosi motori radiali raffreddati ad aria.

### Armamento
I Vought OU erano disarmati, mentre nella versione FU l'armamento era costituito da due mitragliatrici da 0,30 pollici (7,6 mm) installate anteriormente sul cofano motore.

## Impiego operativo
Il primo volo del Vought UO-1 avvenne alla fine del 1922 ed i primi esemplari entrarono in servizio nel 1923 a bordo della USS Richmond, incrociatore leggero della classe Omaha.
Gli UO-1 divennero gli idrovolanti da osservazione standard imbarcati sulle navi da battaglia dell'U.S. Navy nella prima metà degli anni venti, sostituendo ben presto i più vetusti VE. Ogni nave da battaglia ne aveva a bordo uno o due esemplari.
Gli UO-1 a bordo della USS Richmond parteciparono con voli di ricognizione e supporto alle operazioni di evacuazione di cittadini statunitensi da Puerto Mexico a Veracruz durante i tumulti del 1924. Nello stesso mese simili missioni furono effettuate in Honduras.

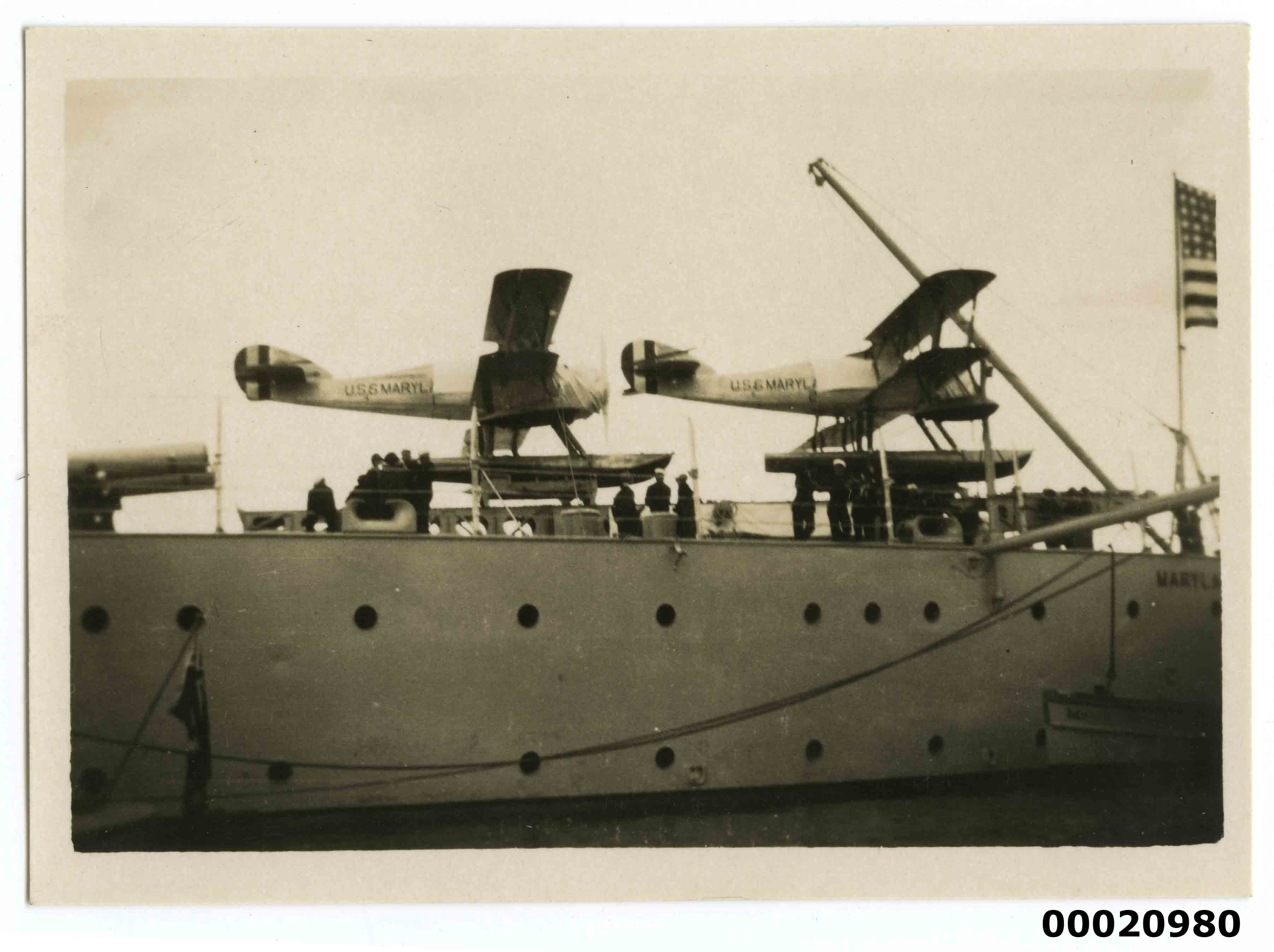
Vought UO-1 imbarcati sulla USS Maryland (BB-46) luglio 1925

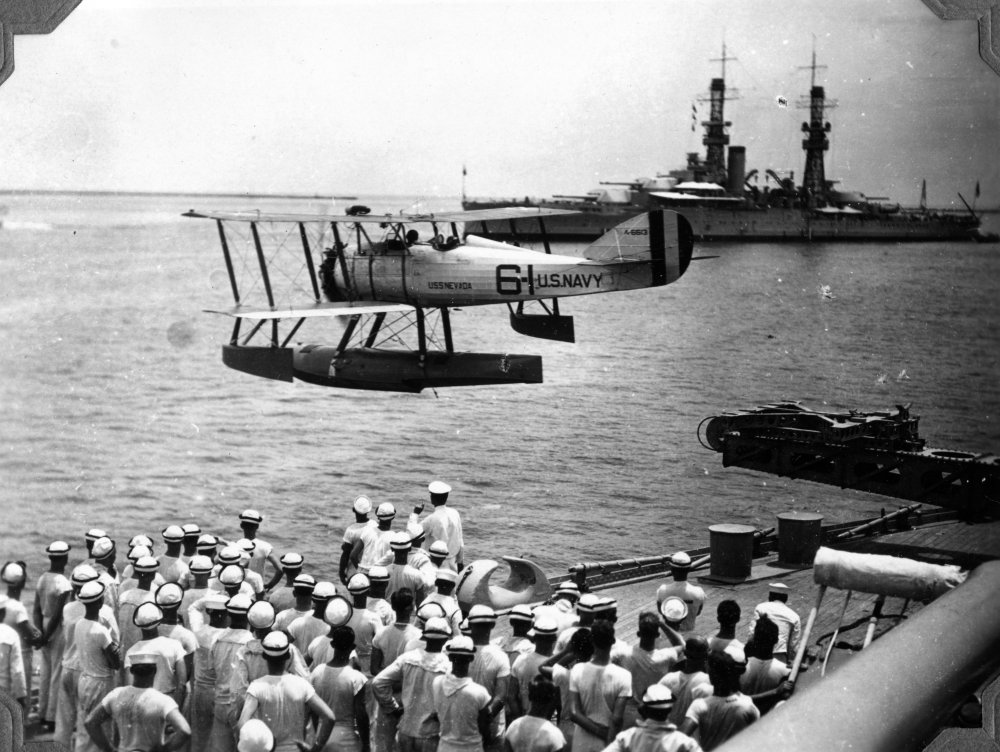
Vought UO-1 catapultato dalla USS Nevada (BB-36)

Il Vought UO-1 fu il primo aeroplano ad essere catapultato di notte, da una nave da battaglia. Il 26 novembre 1924 il Lt. Dixie Kiefer fu catapultato dalla USS California, all'ancora nella baia di San Diego, avendo come unica illuminazione quella fornita dai proiettori della nave stessa.
Nel corso degli anni venti, l'U.S. Navy sperimentò l'uso di caccia parassiti ricoverati all'interno dei dirigibili rigidi classe ZR. Gli aerei imbarcati sulle aeronavi dovevano assicurarne la protezione contro attacchi aerei. Nel luglio del 1929 un Vought OU, modificato con un gancio montato sopra l'ala superiore, pilotato dal Lt. A.W. "Jake" Gordon, fu il primo aeroplano ad essere agganciato in volo dal dirigibile USS Los Angeles (ZR-3), nel corso dei primi esperimenti sui caccia parassiti.
A partire dai primi mesi del 1927 i venti Vought FU-1 furono assegnati in versione idrovolante alle navi da battaglia della Battle Fleet. Dopo circa otto mesi, i Vought FU-1 convertiti in versione terrestre e muniti di gancio d'arresto, furono assegnati allo squadron VF-2B Big Apes a bordo della USS Langley restando in servizio fino al 1929, quando furono sostituiti dal Boeing F3B.
Entrato in servizio contemporaneamente al Boeing Packard FB-5, in dotazione al VF-6B, durante lo svolgimento di prove comparative tra i due aeroplani, il piccolo caccia della Vought, sopra i 10 000 piedi (3 000 m), risultò superiore in velocità, manovrabilità e velocità di salita rispetto al caccia della Boeing, dotato di un motore da 600 cavalli vapore britannici (450 kW) raffreddato a liquido, grazie al minor carico alare e al motore sovralimentato.
Il Vought FU-1 fu chiaramente un caccia ad interim e con l'entrata in servizio delle nuove portaerei di squadra USS Lexington e USS Saratoga, il concetto di idrocaccia catapultabile (battleship fighter) non aveva più ragione di esistere, mentre cominciavano ad apparire i nuovi biplani da caccia progettati appositamente per l'uso imbarcato.
Gli ultimi UO/FU furono ritirati dal servizio nel 1933, mentre gli UO-4 della USCG restarono in servizio fino al 1935.

## Versioni

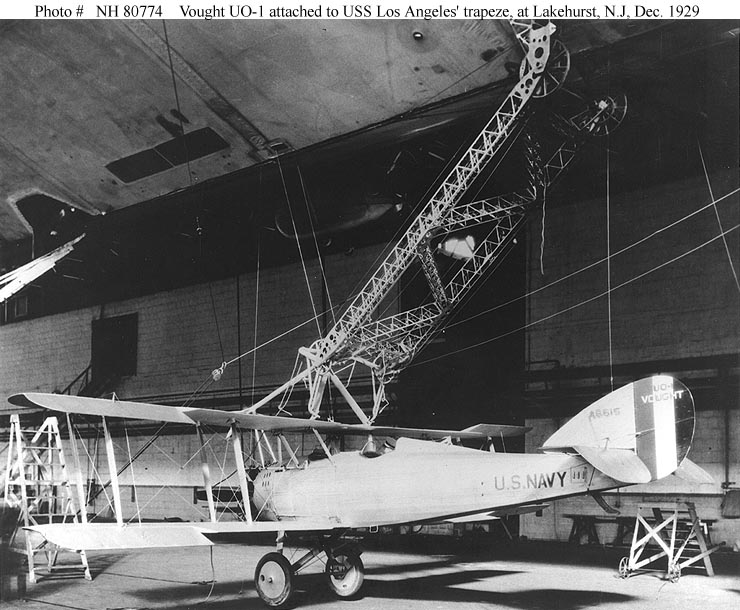
Il Vought UO-1 agganciato al trapezio dell'aeronave USS Los Angeles (ZR-3)

| Modello              | 1922 | 1924 | 1926 | Totale |
| -------------------- | ---- | ---- | ---- | ------ |
| UO-1 / US Navy       | 141  |      |      | 141    |
| UO-1A / Peru         |      | 2    |      | 2      |
| QO-1 / Cuba          |      | 12   |      | 12     |
| UO-4 / US CG         |      |      | 2    | 2      |
| UO-3(FU-1) / US Navy |      |      | 20   | 20     |
| Totale               | 141  | 14   | 22   | 177    |

## Utilizzatori
Perù
Cuerpo de Aviación del Perú
 Cuba
- Cuerpo Aéreo del Ejército de Cuba

 Stati Uniti
- United States Navy
- United States Marine Corps
- United States Coast Guard